# Старовладимировка
Старовладимировка (укр. Староволодимирівка) — село, Владимировский сельский совет, Сахновщинский район, Харьковская область.
Код КОАТУУ — 6324881504. Население по переписи 2001 года составляет 112 (50/62 м/ж) человек.

## Географическое положение
Село Старовладимировка находится на правом берегу реки Орелька,
выше по течению на расстоянии в 3 км расположено село Орельское,
ниже по течению на расстоянии в 2 км расположено село Лесовка,
на противоположном берегу — село Артельное (Лозовский район).
Русло реки частично используется под Канал Днепр — Донбасс.

## История
В 1786 г. на плане генерального межевания Змиевского уезда называлась сельцо Владимирское.
В 1864 г. в списках населенных мест Харьковской губернии, название было деревня Владимировка (Дерфельдиновка), при речке Орельке, с количеством жителей 208 человек в 40 дворах.